# Baldinger Straße 24 (Nördlingen)

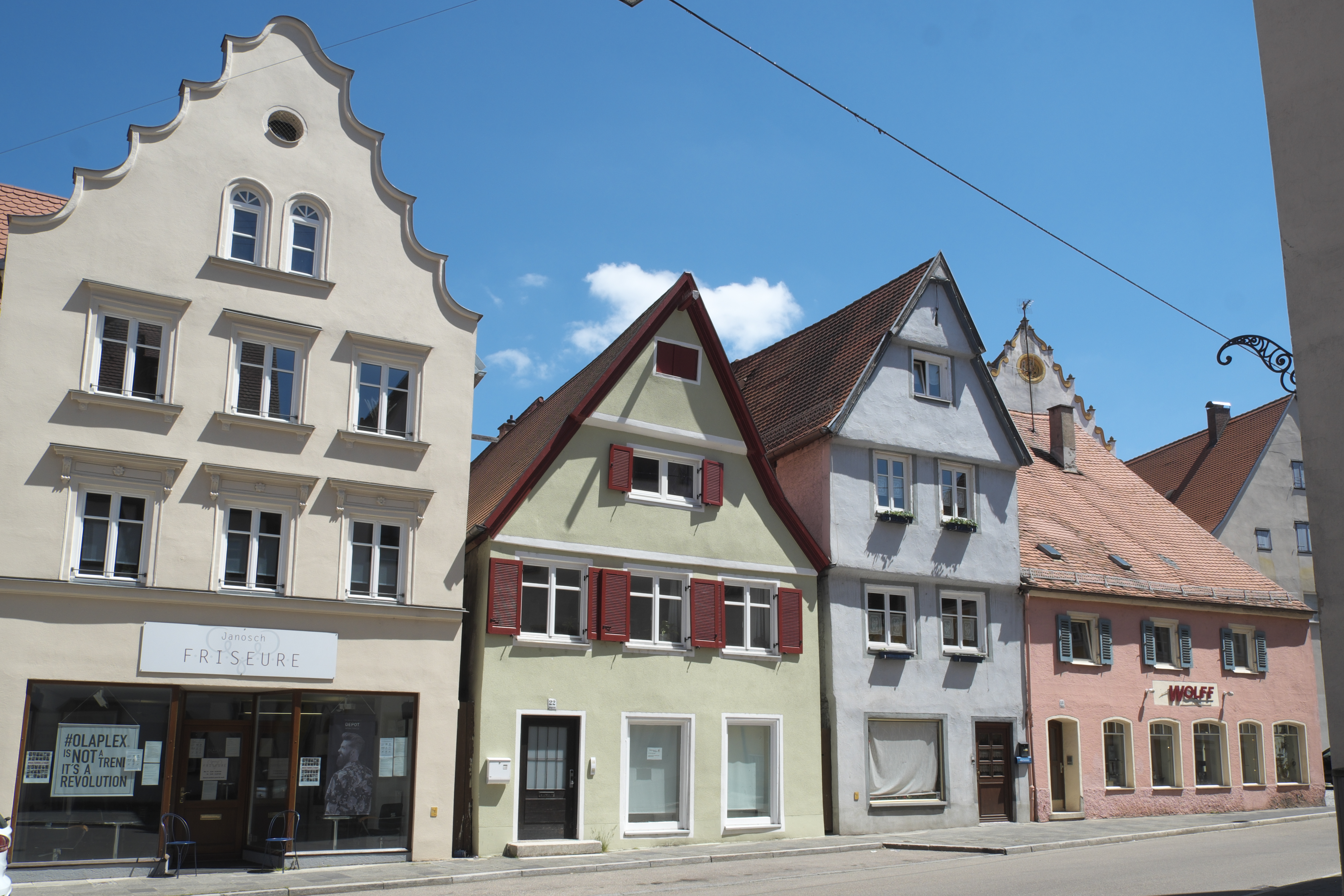
Fachwerkhaus Baldinger Straße 24 in Nördlingen (links außen)

Das Gebäude Baldinger Straße 24 in Nördlingen, einer Stadt im schwäbischen Landkreis Donau-Ries in Bayern, wurde in der zweiten Hälfte des 19. Jahrhunderts errichtet, ist aber im Kern älter. Das Fachwerkhaus ist ein geschütztes Baudenkmal.
Das Wohn- und Geschäftshaus ist ein dreigeschossiger Satteldachbau mit Schweifgiebel und spätklassizistischen Fensterrahmungen. Die straßenseitige Fassade wurde 1876 erneuert. 
Die große Schaufensterfront stammt aus neuerer Zeit. 